# Eurybia carolina
Eurybia carolina är en fjärilsart som beskrevs av Jean Baptiste Godart 1824. Eurybia carolina ingår i släktet Eurybia och familjen Riodinidae. Inga underarter finns listade i Catalogue of Life.